# Замок Яновець
Замок Яновець, Яновецький замок (пол. Zamek w Janowcu) — замок Відродження, знаходиться на крутому узбережжі річки Вісли в сільській гміні Яновець у східній Польщі. 

## Історія
Будівництво замку розпочалося в 1508 року Міколаєм Фірлеєм, яке продовжив його син, воєвода Русі, Петро Фірлей. Це був замок, укріплений пізньою готично-ренесансною фортецею та бастіонами, встановленими перед лінією стіни. Наприкінці шістнадцятого століття замок перейшов до рук Тарлавова трава Топур, і завдяки їх зусиллям було значно розширено територію замку. У 1565–1585 роках замок був перебудований у стилі пізнього ренесансу-маньєриста, керованого італійським архітектором Санті Гуччі. Він перетворив замок на манірну резиденція, що поєднує в собі риси як замку, так і палацу.
На початку XVII століття, після того, як сім'я Тарлоу перейшла замок, житлове приміщення було розширено, а західна та східна вежа була додана. 7 лютого 1656 року замок був пограбований та спалений під час вторгнення шведів під командування Карла Густава.
Замок отримав остаточну форму у другій половині XVII століття, коли він належав до родини Любомирських, яка відновлювала замок після нападу шведів. Відбулися перебудування і розширення замку в стилі бароко. Реконструкція відбувалась під керівництвом голландського архітектора Тильмана Ґамерського.
1727–1761 рр. — під впливом дружини Антона Любомирського Анни Зофії з Ожаровській, до замку було внесено багато змін, серед інших на південному фасаді замку, мансарда була перебудована, додані рококо декорації.
У середині сімнадцятого століття у внутрішньому дворі зведено барокову каплицю.
На жаль, в 1783 році Єжи Марцин Любомирський, генерал і великий маршал корони, втратив замок у карти, а наступний власник, Миколай Пясковський не зміг його зберегти. Він продав все обладнання (навіть мармури були вилучені зі стін), і замок був покинутий.
З початку XIX століття нежила резиденція почала руйнуватися. 1809–1813 рр. — замок був зруйнований австрійськими та російськими арміями. Замок почав використовуватись як будівельний матеріал для інших будівель навколишнього населення.
З 1810 року наступними господарями були сім'ї Ославських, а пізніше Завіссі та Фелікса Чвірко-Годицького.
1914 і 1944 рр. — під час світових війн відбулося подальше знищення замку. Під час Другої світової війни замок пережив артилерійський вогонь.
1931 р. — замок був придбаний Лехою Козловським з Варшави На жаль, він не зупинив процес падіння в руїну, хоча він відновив дві кімнати в башті та - що більш важливо — зупинив вандалів, що розкрадали замок. Замок у порівнянні з сусідніми країнами був замалий, щоб бути націоналізованим у рамках прийнятої аграрної реформи і залишився в руках власника. Це був, мабуть, єдиний приватний замок у Народній Польщі. 
1975 р. — замок і парк були придбані музеєм Вісли в Казимеж-Дольному з метою збереження руїн і створення тут гілки. У 1976 році почалися архітектурні та археологічні дослідження. 1993 р. — розпочинається поступове відновлення, почалися збереження та реставраційні роботи. Замок був частково відбудований і закріплений у формі постійної руїни, частково реконструйований у музейних та туристичних цілях для потреб музею.

## Реставраційні та консерваційні роботи
Історичний замковий комплекс в Яновці внаслідок воєн та недбайливості його наступних власників з початку XIX століття поступово перетворився на руїну. Після придбання в 1975 році музей Вісли почав реновацію та консервацію. Були проведені дослідження та підготовлена проектна документація на їх основі. 
У 70–80 роках XX століття на підставі попередніх досліджень було підготовлено проектну документацію для робіт з охорони та часткової реконструкції замку. 
В кінці XX століття було проведено часткову реставрацію фрагментів замку та консерваційні роботи, що дало початок підняття його з руїни. 
Конкретніше про роботи в різних частинах замку:

### Будівля воріт
Північно-східний фрагмент зовнішньої стіни будівлі воріт зберігся по всій його висоті. Ця стіна була захищена зверху керамічною черепицею, прикріпленою до стіни за допомогою розчину і законсервована у вигляді постійної руїни. Стіна з боку двору була реставрована на висоту першого поверху. Проліт воріт та житлові кімнати, розташовані на першому поверсі з обох сторін, були покриті плоским дахом, на якому знаходиться оглядовий майданчик. 
На стінах і частково на склепінні дуже сильні висоли . Також їх видно на південній, зовнішній стіні, розташованій над санітарними спорудами, на першому поверсі приміщень охоронної кімнати.  Площа біля стіни не упорядкована і не закладена. 

### Передворіття (пол. przedbramie, англ. foregate)
З частини колишньої передземки, що виступає над рівнем землі, залишилися лише фрагменти двох стін, що стоять по обидві сторони вхідної дороги до будівлі воріт. Стінки вимуровані з вапняного каменю на вапняному розчині. Корони обох існуючих стін захищається шаром вапняку. Їх технічний стан є задовільним. 

### Східна башта
Спочатку башта була споруджена разом із оборонними мурами однією висотою, пізніше вона була надбудована. Її обрис в плані був схожий на круглу проєкцію. До 80-х років збереглися стіни підвалу та залишки стін першого поверху. Зі стін другого поверху залишилася тільки невелика частина з одним баштовим віком.
Була реставрована південна стіна башти з короною та покрита керамічною плиткою Приміщення підвалу використовуються для офісних цілей. У приміщенні першого поверху можна побачити сильні висоли на східних та північних стінах. Помітне розсічення між стіною оригінальної башти та пізнішою надбудовою, зробленою для того, щоб надати башті круглу форму. Поверхня площі між стінами палацу не закладена. Відсутній дренаж.  

### Південна житлова вежа
Зовнішні стіни збережені у всю висоту, підтримують південну частину будинку. З боку двору стіни фундаменту збережені лише на висоту перекриття.

### Південна анфілада, західна частина (Тарловський палац)
Відреставровано фрагмент обваленої південної стіни. Всі перекриття над підвалами були відновлені. Ці перекриття виконані з керамічної цегли на цементно-вапняному розчині. На склепіннях закладена ізоляція та поверхня з цементного розчину з дренажем дощових води через горгуйлі назовні будівлі. Не у всіх місцях захист перекриття є ефективний, оскільки знизу видно вологі плями. Стіни першого поверху зберігаються у формі постійної руїни. Тільки фрагменти південної стіни приведені до рівня коронованого карнизу.
У іншій частині фасад стіни з багатими і оригінальними штукатурками не захищений від атмосферних опадів.

### Західна вежа
У  була виконана стабілізація тріснутих стін вежі. Щоб зміцнити її було використано підкріплення, що мали форму двох полігональних, горизонтальних рам, виготовлених з сталевого прокатного U-профіля. У офісі на західній башті був проведений широкий спектр консерваційних робіт, пов'язаних із поведінкою поліхромії та штукатурки. Відсутнє опалення та організована вентиляція, що необхідні для підтримки декору у гарному технічному стані. На віконному перетині на першому поверсі та на фасаді вежі з західного боку, можна побачити тріщини. Але загалом, в даний час технічний стан західної вежі хороший.

### Західна квартира
Значна частина підвального і першого поверхів була реставрована з боку невеликого внутрішнього двору. На першому поверсі влаштовано нові перекриття та стелі. Залізобетонні монолітні стелі, оперті на арматурні балки, що виступають з мансарди. Вся будівля покрита двома новими дахами, прикріпленим до старих несучих стін. Дахове покриття виконано з керамічної плитки.
Покриття одиночне, без склеювання з розчином. Будівля оштукатурена з боку внутрішнього двору. Усередині стан в сирому вигляді.

### Північна оборонна стіна
Корона стіни захищена зверху шаром нерегулярних кальцитових каменів. Незважаючи на такий захист, оборонна стіна від низу корони по висоті 2–4 м є дуже вологою. Східна частина стіни зволожена на всю висоту. На вершині корони стіни і на її бічній поверхні місцями ростуть рослини. Фрагменти з керамічної цегли сильно роз'їдаються.

### Каплиця з колодязем
Було виконано роботи, пов'язані з закріпленням бічних стін та стін апсиди каплиці, реставровано радужну арку, передню стінку та склепіння. Існуючі стіни залишаються у формі постійного руйнування. Корона кладки закріплена методом підкладки шару кальциту на міцний розчин. Цей метод не повністю захищає стін від вологи від опадів. Північна стіна дуже сира. Крім того, можна побачити на стінах сильну капілярну вологу, яка досягає до висоти 1 м. Крім того у каплиці була реставрована частина стіни поверхової галереї, що з'єднує будинок на північ від палацу. Вертикальна тріщина проходить через стіну апсиди, з півдня і знижується до рівня землі. У верхній частині тріщини проходять через віконні перемички. Трохи менші тріщини можна побачити на інших перемичках. На виступаючих стінах де відсутнє перекриття, виростає рослинність. 

### Житлові приміщення (північне будівництво)
Зовнішні стіни та підвали збереглися частково. В підвалі будівлі були проведені дослідні роботи. Після їх завершення ніякі роботи з захисту та збереження не проводились. У 2011-2012 роках випробування були тимчасово призупинені. За деякий час на неочищеній поверхні утворилася стагнація дощової води. Через брак захисту та рятувальних робіт,  ця частина замку знаходиться в аварійному стані.

### Північний будинок
В результаті проведених робіт стіни над землею були значною мірою відновлені та були зроблені нові приміщення: перекриття над підвалами, плоскі стелі над трьома кімнатами і четвертим залом на першому та другому поверсі. Вся будівля покрита новою покрівлею, з рифленою дерев'яною рамкою. Покрівля виконана з керамічної плитки. На першому поверсі видно сильні висоли на поверхні стін і склепінь трьох виставкових залів, також їх можна побачити на стінах підвалу.
Будівля частково використовується. На першому поверсі розташовані виставкові зали. У підвальній частині також розташовані музейні зали. 

### Велика Бастея
З зовнішньої сторони, на історичному контурі оборонних валів, утворена стіна з трьома поверхами вікон, виготовлена з вапняку. У деяких місцях відсутні перемички і підвіконня отворів. Корона зовнішньої стіни кріпиться залізобетонним кільцем, побудованим із зовнішньої сторони вапняковою стіною. Зверху корона покрита керамічною черепицею, приклеєною до стіни за допомогою розчину.

### Східне крило
Зовнішня стіна монастиря була реконструйована з боку внутрішнього двору, а дефекти на інших стінах були відновлені. Створені нові стелі та тунельні сходи. Будівля покрита плоским дахом на рівні стелі над другим поверсі. Корони зовнішніх стін третього поверху покриті керамічною черепицею, приклеєною до стіни на ступці. Будинок експлуатується. У ньому є кімнати офіс та склад. Над стрільницями, розташованими на зовнішній стороні, східної стіни будівлі, були виконані нові фрагменти стін з керамічної цегли на міцному розчині з портландцементу. Ці стіни сильно зазнали корозії.